# Wish You Were Here (Rednex-Lied)
Wish You Were Here ist ein Lied der schwedischen Country-Dance-Band Rednex aus dem Jahr 1995. Die dritte Singleauskopplung ihres Debütalbums Sex & Violins wurde von Leskelä Teijo geschrieben sowie von Denniz Pop und Max Martin produziert.

## Musik und Text
Wish You Were Here ist eine Country-Pop-Ballade, die im Vergleich zu den vorangegangenen Songs der Band einen radikalen Bruch darstellt. Unter völligem Verzicht auf die für Rednex typische Verbindung von Dance-Elementen mit Fideln und Banjos zeichnet sich das Lied durch melodisches Gitarrenspiel, sanfte, aber markante Keyboards, einen dramatischen, sich immer weiter steigernden Aufbau, eine Bridge aus einem Chor aus Backgroundsängerinnen und eine Komposition in Moll aus. Auffällig ist auch, dass mit Mary Joe ausschließlich die weibliche Leadstimme zu hören ist. Ihr expressiver Gesangsstil kann mit dem von Dolly Parton verglichen werden.
Inhaltlich schlagen Rednex deutlich ernstere Töne an als auf den teilweise ironischen und leicht verdaulichen Vorgängersongs: Wish You Were Here handelt von der zermürbenden Einsamkeit einer Strohwitwe, deren Mann sich aus nicht näher erläuterten Gründen weit entfernt von ihr befindet. Sie wünscht sich ihn wieder bei sich und fragt ihn gleichzeitig, ob er ihre Gefühle immer noch erwidert. Im Refrain wird die Metapher eines erkaltenden Herdes verwendet, um die sich ins Negative steigernde Gefühlslage der Protagonistin darzustellen; die zweite Strophe handelt davon, wie ihr ihr subjektives Zeitempfinden seit seiner Abwesenheit länger erscheint.
Durch das Musikvideo wurde das Lied oft mit dem Tod des Besungenen in Verbindung gebracht, der Text legt jedoch nahe, der Mann sei noch am Leben. Allerdings veröffentlichten Rednex, mit neuer Besetzung, 22 Jahre später eine neu aufgenommene Version des Liedes, welche offiziell als Memorial Version betitelt wurde und die Zeilen, welche die Lebendigkeit des Mannes implizieren, durch neutrale austauschte.

## Musikvideo
Das Musikvideo zeigt Mary Joe singend mit gequältem, melancholischem Blick auf einer Wiese sitzend, während sie in Rückblicken ihre Beziehung zu ihrem Mann Revue passieren lässt. Zu sehen sind Erinnerungen, in denen die beiden spazieren gehen, Mary Joe ihrem Mann den Kopf wäscht, oder sie einen Streit zwischen ihm und einem anderen Mann schlichtet. Dabei wird ihr fröhlicher Gesichtsausdruck in der Vergangenheit mit dem getrübten Blick der Gegenwart kontrastiert. Immer wieder werden Schlachtszenen, die ebenfalls auf einer Wiese stattfinden, eingeblendet. Mehrere Soldaten fallen, unter anderem ist auch zu sehen, wie ihr Mann zu Boden sinkt, womit klar wird, dass er dem Krieg zum Opfer gefallen ist. Gegen Ende des Videos ist zu sehen, wie Mary Joe bei Nacht mit einer Fackel durch die mit Kriegsleichen übersäte Wiese geht und die Gesichter der Toten betrachtet.
Das Musikvideo zur 2017 erschienenen „Memorial Version“ ist dem 2015 im Einsatz getöteten Deputy Carl Howell gewidmet. Die Erzählerin singt das Lied abwechselnd vor schwarzem Hintergrund und einer löchrigen, wehenden Lederflagge, die auch schon im Originalvideo zu sehen war, während Texte und Fotos zum Leben und Tod des Betrauerten eingeblendet werden.

## Erfolg

### Charts und Chartplatzierungen
Das Lied war in mehreren europäischen Ländern ein großer kommerzieller Erfolg. In Deutschland und der Schweiz wurde der Song nach Cotton Eye Joe der zweite Nummer-eins-Hit von Rednex, in Österreich und Norwegen konnten sich zusammen mit Old Pop in an Oak die ersten drei Singles der Band allesamt an der Spitze der Charts positionieren. In ihrer Heimat Schweden erreichte der Song Platz drei.
In Österreich hielt sich das Lied zehn Wochen auf der Spitzenposition und war der erfolgreichste Titel des Jahres 1995 (gefolgt von der Vorgängersingle Old Pop in an Oak, die sich dort ebenso lang hielt), in der Schweiz und Deutschland reichte der Erfolg jeweils für Platz 3. In Deutschland wurde Wish You Were Here mit Platin, in Österreich und der Schweiz mit Gold ausgezeichnet.
| ChartsChartplatzierungen | Höchstplatzierung | Wochen |
| ------------------------ | ----------------- | ------ |
| Deutschland (GfK)        | 1 (29 Wo.)        | 29     |
| Österreich (Ö3)          | 1 (27 Wo.)        | 27     |
| Schweden (GLF)           | 3 (22 Wo.)        | 22     |
| Schweiz (IFPI)           | 1 (30 Wo.)        | 30     |

### Auszeichnungen für Musikverkäufe
| Land/Region        | Auszeichnungen für Musikverkäufe (Land/Region, Auszeichnung, Verkäufe) | Verkäufe |
| ------------------ | ---------------------------------------------------------------------- | -------- |
| Deutschland (BVMI) | Platin                                                                 | 500.000  |
| Norwegen (IFPI)    | Platin                                                                 | 10.000   |
| Österreich (IFPI)  | Gold                                                                   | 25.000   |
| Schweiz (IFPI)     | Gold                                                                   | 25.000   |
| Insgesamt          | 2× Gold · 2× Platin ·                                                  | 560.000  |

## Coverversionen
Noch im selben Jahr als Rednex mit Wish You Were Here große Erfolge feierten, coverte das deutsche Eurodance-Projekt Urgent C den Song in einem für diese Zeit modernen Dance-Gewand, das von tanzbaren Beats im 4/4-Takt dominiert wird.
Eine weitere Eurodance-Version mit ähnlichen Merkmalen wurde im selben Jahr von der deutschen Formation Jam Tronik als Wish You Were Here (The Dance Version) veröffentlicht.
Die deutsche Schlagersängerin Catlén coverte das Lied im Jahre 1996 unter dem Titel Ich wünscht’ du wärst hier auf ihrem gleichnamigen Album mit deutschem Text. Während sich ihre Version musikalisch nah am Original befindet, ist der Text eigenständig und stellt keine exakte Übersetzung dar.
Die US-amerikanische Rockband Blackmore’s Night veröffentlichten 1997 eine Coverversion des Titels auf ihrem Album Shadow of the Moon. Diese Version hält sich in Ton und Tempo weitgehend an das Original, wurde allerdings um ein Gitarrensolo erweitert. Außerdem wurde die Zeile “Don’t you know the stove is getting colder” im Refrain in “Don’t you know the snow is getting colder” umgewandelt.
Im Jahr 2006 erschien das Lied auf der Love Songs-Kompilation der damaligen Deutschland sucht den Superstar-Teilnehmer. Er wurde von der Kandidatin Anna-Maria Zimmermann gesungen und ist in Musik und Text eine exakte Kopie des Originals.
Der deutsche Produzent Jan Wayne und Sängerin Scarlet nahmen 2008 eine Hands-Up-Version des Titels auf, die sich genretypisch durch stampfende Beats und ein eingängiges Supersaw-Motiv auszeichnet und trotz identischem Text und Melodie einen völlig anderen, tanzbaren Ton bekommt.
2017 veröffentlichte die schwedische Popsängerin Julia Lindholm einen Song mit dem Titel Dich zu verlieren auf ihrem Album Leb den Moment, auf welchem sie bekannte schwedische Lieder mit deutschem Text einsingt, welcher die Melodie von Wish You Were Here übernimmt, jedoch inhaltlich und in seiner Produktion eigenständig klingt.
Rednex selbst nahmen ihren Erfolgshit 2017 unter dem Titel Wish You Were Here (Memorial Version) in Gedenken an den 2015 im Einsatz erschossenen Deputy Carl Howell neu auf. Im selben Jahr trat die Band auch bei einer Benefizveranstaltung zu dessen Ehren in den USA auf. Der Aufbau des Liedes blieb trotz mittlerweile anderer Besetzung der Band weitgehend unverändert, wobei jedoch eine opulentere Instrumentalisierung verwendet und die Zeilen “I got feelings for you, babe / Do you still feel the same?” in der ersten Strophe in “I still have feelings for you, dear / Oh, they’re here all the same” abgeändert wurden. Trotz des Bekanntheitsgrades der ursprünglichen Version blieb ein Charterfolg der Neuaufnahme jedoch weltweit aus.

## Sonstiges
- Obwohl der Bandname und der Musikstil stark an das Image der US-amerikanischen Südstaaten angelehnt sind, tragen die Bandmitglieder und andere Akteure sowohl im Musikvideo als auch auf dem Coverartwork der Originalsingle Uniformen, die der Union der Nordstaaten im Sezessionskrieg entsprechen.[28][29]